# Botond Balogh
Botond Balogh, né le 6 juin 2002 à Sopron en Hongrie, est un footballeur international hongrois qui évolue au poste de défenseur central au Parme Calcio.

## Biographie

### En club
Né à Sopron en Hongrie, Botond Balogh commence le football dans le club local du Sopron SC avant de poursuivre sa formation au MTK Budapest, qu'il rejoint en 2015. Il devient un joueur clé des équipes U15, U16, U17 et U19 avant d'être repéré par le Parme Calcio, qu'il rejoint en 2019.
Il fait ses débuts en Serie A le 31 octobre 2020 face à l'Inter Milan. Il est titularisé et les deux équipes se neutralisent ce jour-là sur un score de deux partout,.
Lors de la saison 2023-2024, Balogh participe à la promotion de son équipe en première division, le Parme Calcio étant sacré champion de deuxième division,.

### En sélection
Botond Balogh commence sa carrière internationale avec l'équipe de Hongrie des moins de 16 ans. Au total il joue trois matchs avec cette sélection entre 2017 et 2018.
Botond Balogh joue son premier match avec l'équipe de Hongrie espoirs le 7 septembre 2020 contre la Slovénie. Il est titularisé et les deux équipes se neutralisent ce jour-là (3-3 score final). Avec cette sélection il est retenu par Zoltán Gera, alors sélectionneur des espoirs, pour participer au championnat d'Europe espoirs en 2021, qui se déroule dans son pays natal. Il joue deux matchs en tant que titulaire durant ce tournoi mais son équipe est éliminée dès la phase de groupe avec trois défaites en autant de matchs.
En octobre 2021, Botond Balogh est convoqué pour la première fois avec l'équipe nationale de Hongrie par le sélectionneur Marco Rossi, qui le sélectionne à la place de Willi Orban, finalement forfait.
Il honore sa première sélection avec la Hongrie lors du rassemblement suivant, le 12 novembre 2021, face à Saint-Marin. Il entre en jeu à la place d'Endre Botka et son équipe l'emporte par quatre buts à zéro.
En mai 2024, il est sélectionné par Marco Rossi pour participer à l'Euro 2024 avec la Hongrie.

## Palmarès
Parme Calcio
- Championnat d'Italie de deuxième division
  - Champion en 2023-2024